# Nuncjatura Apostolska w Kamerunie
Nuncjatura Apostolska w Kamerunie – misja dyplomatyczna Stolicy Apostolskiej w Republice Kamerunu. Siedziba nuncjusza apostolskiego mieści się w Jaunde.
Nuncjusze apostolscy w Kamerunie są również akredytowani w Republice Gwinei Równikowej.

## Historia

### Kamerun
W 1966 papież Paweł VI utworzył Nuncjaturę Apostolską w Kamerunie.
Nuncjusz apostolski w Kamerunie był równocześnie pronuncjuszem apostolskim w Gabonie (1967–1996) oraz delegatem apostolskim w Środkowej Afryce (1966–1969).

### Gwinea Równikowa
W 1971 papież Paweł VI utworzył Delegaturę Apostolską w Gwinei Równikowej. W 1982 św. Jan Paweł II podniósł ją do rangi nuncjatury apostolskiej. Wszyscy przedstawiciele papiescy w tym państwie byli nuncjuszami apostolskimi w Kamerunie.

## Nuncjusze apostolscy w Kamerunie
do 1969 oraz w latach 1971–1996 z tytułem pronuncjuszy
- abp Luigi Poggi (1966–1969) Włoch
- abp Ernesto Gallina (1969–1971) Włoch
- abp Jean Jadot (1971–1973) Belg
- abp Luciano Storero (1973–1976) Włoch
- abp Josip Uhač (1976–1981) Chorwat
- abp Donato Squicciarini (1981–1989) Włoch
- abp Santos Abril y Castelló (1989–1996) Hiszpan
- abp Félix del Blanco Prieto (1996–2003) Hiszpan
- abp Eliseo Ariotti (2003–2009) Włoch
- abp Piero Pioppo (2010–2017) Włoch
- abp Julio Murat (2018–2022) Turek
- abp José Avelino Bettencourt (2023–nadal) Portugalczyk